# 아이디어 하우머치

아이디어 하우머치는 2008년 6월 22일부터 2011년 1월 6일까지 방송되었던 시사교양 프로그램이다.

## 진행자
| 기수 | 진행자             | 진행 기간                        |
| ---- | ------------------ | -------------------------------- |
| 1기  | 서경석             | 2008년 6월 22일 ~ 2010년 3월 4일 |
| 2기  | 박상도 박은경 김환 | 2010년 3월 11일 ~ 2011년 1월 6일 |

## 진행 형식
- 한 개발자가 발명한 개발품을 가지고 20명의 CEO들이 경매형식으로 경쟁을 벌이는 형식이다.
- 먼저 개발품을 보여준 다음에, 지식보증금을 보여준다.
- 그다음 개발자는 경매시작가격을 제시하고, CEO의 선택된 수에 따라 경매가 진행된다.
- 한 사람이 남을 때까지 계속 진행된다.
- 최후의 한 사람은 개발품에 대한 특허를 얻게 된다.
- 만약에 선택한 사람이 1명이라면, 개발자의 경매시작가격으로 팔리게 되며, 만약에 선택자가 없을 경우에는 이 경매는 유찰이 된다.

## 결방 사유 및 편성 변경
2008년
- 8월 10일 : 베이징 올림픽 중계방송으로 인한 결방
- 8월 17일 : 베이징 올림픽 수영 남자 자유형 1500m 결승 중계방송으로 인한 결방
- 8월 24일 : 베이징 올림픽 리듬체조 단체 종합 결선 중계방송으로 인한 결방
- 9월 14일 : 추석특집 <월드베스트 스타킹> 편성으로 인한 결방

2009년
- 12월 24일 : 성탄특집 <기분좋은 작전> 편성으로 인한 결방[4]

2010년
- 1월 28일 : 뉴스특보 편성으로 인한 결방
- 2월 18일 ~ 2월 25일 : <밴쿠버 2010 올림픽센터> 편성으로 인한 결방
- 6월 17일 : <2010 남아공 월드컵 국민응원대축제 승리의 함성> 편성으로 인한 결방
- 8월 26일 : 창사 20주년 특집 해양대탐험 <독수리섬의 주인공을 찾아서> 4부 편성으로 인한 결방
- 9월 23일 : 추석특집 <내가 진짜 스타> 편성으로 인한 결방[5]
- 10월 7일 : 제15회 부산 국제영화제 개막식 편성으로 인한 결방
- 11월 11일 : <G20 정상회의 환영리셉션> 편성으로 인한 결방[6]

## 동시간대지역프로그램
| 방송국   | 프로그램타이틀                             | 진행자                                                              |
| -------- | ------------------------------------------ | ------------------------------------------------------------------- |
| GTB      | 생방송 투데이 강원, 청소년 영상블로그 통통 | 김우진, 박종재 (생방송 투데이 강원) 전환규 (청소년 영상블로그 통통) |
| JTV      | JTV 이브닝 뉴스, 영상에세이 우리           | 서주영                                                              |
| JIBS     | 시선집중 이것이 문제다                     | 허정옥                                                              |
| KBC      | 생방송 KBC 투데이 따따부따                 | 김학실, 이미연(생방송 KBC 투데이), 제창주(따따부따)                 |
| CJB, ubc | 세상발견 유레카                            | 이봉원, 이연경, 조아라                                              |
| KNN      | 생방송 N(엔)                               | 문근해, 이민정                                                      |

## 방송 네트워크 가맹국
- 수도권 : SBS (키 스테이션)
- 대경권 : Taegu Broadcasting Corporation TBC (대구, 경북 권역)
- 충청권 : TJB 대전방송 (대전, 세종, 충남 권역)